# بريانكا لالا
بريانكا لالا هي ناشطة شابة من ترينيداد وتوباغو في مجال حقوق الأطفال. قامت بمفردها بتنظيم العديد من حملات المناصرة الوطنية حول قضايا مثل الاعتداء الجنسي على الأطفال والبيئة.
بدأت في سن العاشرة عندما بدأت العمل في مشاريع تهدف إلى تشجيع وإلهام الشباب الآخرين لاستخدام إبداعهم لإحداث تغييرات ذات مغزى في العالم. لقد صممت خطة لمجموعة Zero Waste Lunch Kit وبدأت مدونة Zero Waste Living. التقت بمفوض الشرطة لتوعيته هو وغيره من كبار الضباط بمحنة الأطفال الذين يتعرضون لسوء المعاملة في بلدها و تبع ذلك في تصميم المحتوى المستهدف لتوعية ضباط الشرطة بشأن هذه القضية
في عام 2018، كانت من بين أول مجموعة من المراهقين في ترينيداد وتوباغو التي أصبحت سفيرة وطنية لحقوق الطفل، وهو برنامج بدأه مكتب رئيس الوزراء وبدعم من اليونيسف، لإبراز حقوق الأطفال في البلاد.